# Кожух (планина)
Вижте пояснителната страница за други значения на Кожух.
Кожух или Кожуф (на македонска литературна норма: Кожуф или Кожув, на гръцки: Τζένα, Дзена) е погранична планина, разположена на териториите на Северна Македония (около 80%) и Гърция (около 20%). Общата площ на планината е около 1000 m2. Разстоянието по права линия между най-северната и най-южната точка е 40 km, а между най-западната и най-източната – 45 km.

## Граници
Най-северната точка на Кожух е при водослива на реките Бошава и Вардар до град Демир Капия. От там границата на Кожух следва течението на Вардар на юг до Гевгелия. Близо до държавната граница на Северна Македония и Гърция границата завива на югозапад по десния приток на Вардар Мала река и следва течението на реката до село Люмница (Скра). Границата на Кожух продължава на запад от Люмница към седловината, деляща Кожух от планината Паяк. Оттам слиза на запад до горните притоци на река Мъгленица (Голема река) и по течението ѝ стига до Мъгленското поле. Следвайки северните очертания на Мъгленското поле, границата върви на запад до стръмната планинска долина на река Козяк (Порой, в Гърция) и противоположно течащата Рожденска река (в Северна Македония). Следвайки в началото очертанията на долината на северозапад, границата се отклонява на север към билната седловина Пулевец (Пуловец, 1160 m) и отново навлиза в Северна Македония. Оттам по горните притоци на река Блащица стига до село Мрежичко, прехвърля на изток седловината Мушов гроб между Кожух и високото плато Витачево и продължава на североизток по долината на река Бошава до водослива ѝ с Вардар.
Така очертаните граници определят площта на Кожух на 1220 км2. От тях 940 км2 (77%) се намират на територията на Северна Македония. 280 км2 (23%) се намират на територията на Гърция. 
Западната част на този голям планински комплекс – Пиново е разглеждана като отделна планина, разграничена от основната част на Кожух с река Катарос – пирамида № 96 (1780 m) – Стара река. Нидже, Пиново и Кожух на географските карти често са обозначавани като една или две планини. Местните жители смятат Пиново и Кожух за отделни планини.
Източната част пък – от долината на Малък Мъглен и седловината (830 m) на граничната пирамида № 87 на изток се нарича Яребична и в гръцки източници също е смятана за отделна планина или понякога за част от Паяк на юг.

## Орография
Кожух има едно главно било с обща посока югозапад-североизток и множество отклонения от него. Планината е доста разлата и разчленена, най-вече на македонска територия. Южните ѝ склонове са къси и стръмни.
Най-високата точка на Кожух е връх Зеленбег. Известен е още като Зелен Брег и неправилно в съвременните македонски топографски карти като Кечи кая (на името на по-нисък скалист връх в съседство). Върхът е с две добре изразени коти. По-ниската, 2166 м, е на граничната бразда. По-високата – 2171 м (2182 м по гръцки източници), е на 300 м югоизточно в гръцка територия.
Планината има вулканичен произход. Издигнала се е през неогена по време на вулканична активност. Основата ѝ е изградена от шисти, а горните части от варовици. През плейстоцена е имало заледяване по най-високите части, което е оставило известни следи.

### Върхове в Кожух
| Име                 | Кота (m)    | Спрямо главното било |
| ------------------- | ----------- | -------------------- |
| Прашник             | 1596        | на главното било     |
| Стена               | 1561        | на главното било     |
| Дига                | 1565        | на юг                |
| Деспотис            | 1549        | на юг                |
| Коприва             | 1638        | на главното било     |
| Манастир            | 1572        | на север             |
| Кодовица            | 1679        | на юг                |
| Орлов вис           | 1627        | на главното било     |
| Острец              | 1550        | на север             |
| Конска глава        | 1836        | на главното било     |
| Сокол               | 1734        | на север             |
| Топ                 | 1781        | на север             |
| Пиново              | 2156        | на юг                |
| Чайот               | 1666        | на север             |
| Чардак              | 1937        | на север             |
| Дудица              | 2132        | на главното било     |
| Гологерес           | 1855        | на юг                |
| Порта               | 2097        | на главното било     |
| Драгая              | 1529        | на север             |
| Момина чука         | 1849        | на север             |
| Зеленбег            | 2171 (2182) | на главното било     |
| Дзена               | 2067        | на юг                |
| Чичи кая (Кечи кая) | 1767        | на север             |
| Двете уши           | 1766        | на север             |

| Име                  | Име                             | Височина | Местоположение |
| -------------------- | ------------------------------- | -------- | -------------- |
| Порта                | Πόρτα                           | 2182 m   | пирамида № 93  |
| Стойков камен        | Βράχοι, Στόϊκο Πέτρα            | 1700 m   |                |
| Варджак              | Δεμένη, Βαρτζάκι                | 1920 m   |                |
| Присекта греда       | Δοκάρι, Πρίσεκτα Γκρέδα/Γκρέντα | 2000 m   |                |
| Мала Дзена           | Ευγενίας Ράχη, Μικρή Τζένα      | 1660 m   |                |
| Зелен бег, Белези    | Ζελεμπέκ(ι), Μπελέζι            | 2100 m   | пирамида № 92  |
| Мала рупа, Суха рупа | Μάλα Ρούπα, Σουχαρούπα          | 2003 m   | пирамида № 91  |
| Мала рупа            | Μάλα Ρούπα                      | 1860 m   | пирамида № 90  |
| Мала Дзена           | Μικρή Τζένα                     | 1200 m   |                |
| Момина чука, Чавка   | Μύτακας, Μόμενα Τσούκα, Τσιάφκα | 1912 m   |                |
|                      | Παρατηρητήριο                   | 1960 m   |                |
| Зелен бег            | Πράσινα, Ζελεμπέκι              | 2100 m   |                |
| Шарена               | Σαρένα                          | 2113 m   | пирамида № 94  |
| Сува рупа, Мала рупа | Σούλα Ρούπα, Μαλιαρούπα         | 1510 m   | пирамида № 89  |
| Дзена                | Τζένα                           | 2064 m   | [ 2 ]          |

## Растителен и животински свят
Особено характерно за Кожух е богатството ѝ на иглолистни гори – бял и черен бор, ела, хвойна. Заедно с Нидже планина, Кожух е с най-големи запаси от тези видове в цяла Северна Македония. Широколистният пояс е зает главно от бук и в по-ниското от дъб. Високите части на планината са заети от обширни пасища.
Гръцката част на Кожух е част от мрежата от защитените зони Натура 2000 (1240002) и е определена като орнитологично важно място (038).

## Туризъм
Главен изходен пункт за изкачването на Кожух от Северна Македония е град Гевгели, а от Гърция – Нъте (Нотия).

## Други
Името на Кожух носи улица „Кожух планина“ в квартал „Лозенец“ в София, България (Карта).